# Klarinet (časopis)
Klarinet (engl. The Clarinet) je časopis posvećen temama u vezi sa klarinetom i klarinetistima. Izlazi četiri puta godišnje u izdanju Međunarodne klarinetističke socijacije, koja ga besplatno distribuira svojim članovima.
Saradnici časopisa su muzičari (uglavnom, ali ne isključivo, klarinetisti) iz celog sveta, a uređivački kolegijum trenutno čine urednici iz SAD-a, Kanade, Nemačke, Francuske i Italije. Glavni i odgovorni urednik časopisa je dr Rachel Yoder.